# ظفرنامه (نامه)

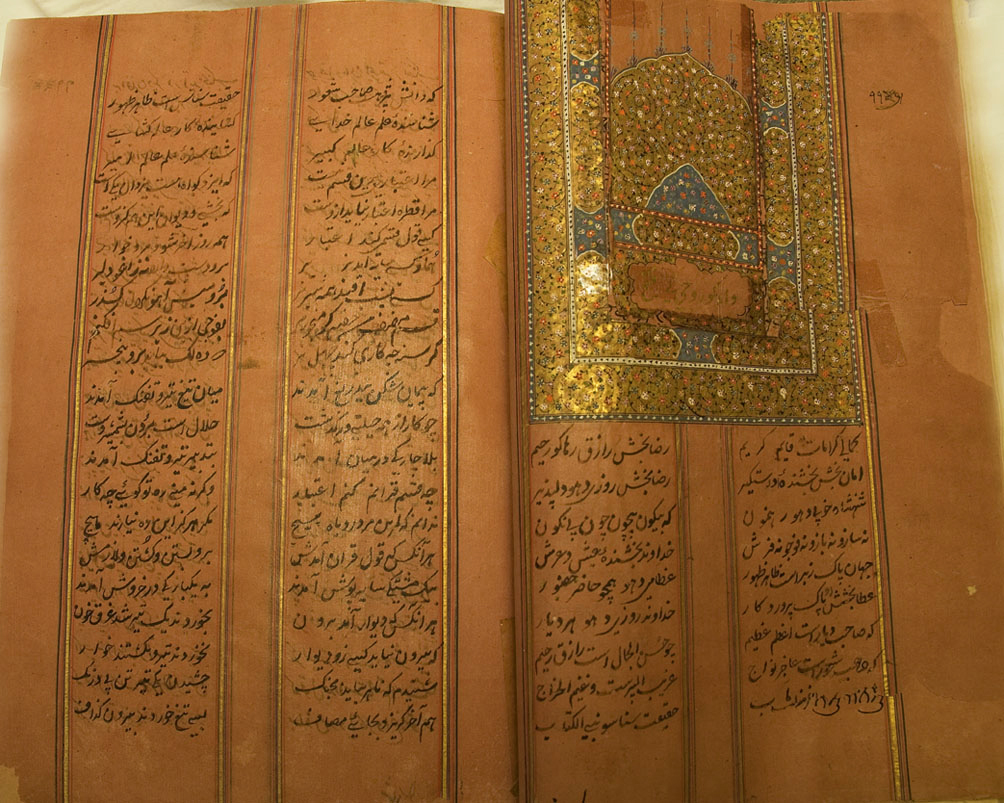
صفحه‌ای از ظفرنامه

ظفرنامه (پنجابی:ਜ਼ਫ਼ਰਨਾਮਹ یا ਜ਼ਫ਼ਰਨਾਮਾ) نامه‌ای است که گورو گوبیند سینگ، دهمین گوروی سیک، در سال ۱۷۰۵ میلادی به شاه گورکانی هند، اورنگ‌زیب نوشت.
این نامه تماماً به شعر فارسی است. گوبیند سینگ این نامه را از روستای دینا درنزدیکی بخش بتهنده پنجاب به پادشاه در دهلی نوشته بود. در این نامه، پادشاه را برای پیمان‌شکنی مورد سرزنش قرار داده اما از برخی صفات او ستایش کرده‌است.

## نمونه شعر
| چه خوش شاه شاهان اورنگ زیب   |  | که چالاک دست است و چابک رکیب |
| که نیکوجمال است و روشن ضمیر  |  | خداوند ملک است و صاحب امیر   |
| که بخشش کبیر است در جنگ کوه  |  | ملایک صفت چون ثریا شکوه      |
| ببین گردش بیوفای زمان        |  | پس پشت افتد رساند زیان       |
| ببین قدرت نیک یزدان پاک      |  | که از یک بدی لک رساند هلاک   |
| چو دشمن کند مهربان است دوست  |  | که بخشندگی کار بخشنده اوست   |
| هر آن کس که خود راستبازی کند |  | رحیمی بر او رحم سازی کند     |